# Jenny Lantz
Jenny Lantz, född 6 september 1973, är en svensk företagsekonom, forskare och författare. 

## Utbildning
Jenny Lantz,  disputerade i företagsekonomi med inriktning mot Organisation och ledarskap på Handelshögskolan i Stockholm år 2005, med avhandlingen Taste at Work: on Taste and Organization in the Field of Cultural Production. 
Jenny Lantz forskning rör främst organisering av de kulturella och kreativa näringarna. 2017 blev hon docent i företagsekonomi vid Handelshögskolan. Samma år blev hon också docent i modevetenskap vid Stockholm universitet.
Hon har varit gästforskare vid Kennedy School of Government, Harvard University där hon var knuten till Council of Women World Leaders. Hon har länge engagerat sig för jämställdhet och mångfald och inkludering i organisationer. Hon var redaktör och en av författarna till boken 179 år av ensamhet: tio röster från en manlig bastion, där kvinnor på Handelshögskolan berättade personligt om sina strategier när utsikterna att göra karriär är små.
Jenny Lantz har arbetat som programledare för SSE Executive MBA. Hon är knuten till Center for Arts, Business and Culture vid Handelshögskolan i Stockholm.

### Övriga uppdrag
Jenny Lantz har varit styrelseledamot i Nyckelviksskolan, Mandelgren Magazine (som ger ut tidskriften FORM), strategi- och varumärkesbyrån Priority, och hon har varit vice ordförande i Svensk Form.